# 山贺博之
山賀博之（1962年3月23日—）是日本动画导演、剧本家。动画制作公司GAINAX创始人之一以及前社长。

## 动画作品

### 自主制作
- DAICON III OPENING ANIMATION（背景、演出）1981年
- DAICON IV OPENING ANIMATION（总导演）1983年

### 电视动画
- 超时空要塞（演出助手 / 第9話分镜、演出）1982年
- 小松左京动画剧场（脚本）1989年
- 新世纪福音战士（动画制片）1995年 - 1996年
- 魔力女管家（导演、系列构成 / 1-3、5、7、8、10-12話剧本）2001年
- 阿倍野桥魔法商店街（导演、剧本）2001年
- 魔力女管家～更美丽的事物～（导演、系列构成 / 1、12、13話剧本 / 14話剧本、分镜、演出）2002年
- 小公主优希（系列构成）2002年
- 醜陋美世界（原案、系列构成）2004年
- 我的主人（企划）2005年
- 天元突破 紅蓮螺巖（企划、16話演出）2007年
- 屍姬 赫/玄（制片）2008年
- 丹特丽安的书架（美術監督、13話剧本）2011年

### 电影
- 王立宇宙軍（导演、剧本）1987年
- （王立宇宙军续篇，原案、剧本、执行制片）　※制作中断（1992年、1997年）
- 新世紀福音戰士劇場版：死與新生（製作）1997年
- 新世紀福音戰士劇場版：Air/真心為你（製作）1997年
- 熱風海陸（导演）　※制作中断（2005年）
- 晴空战士（日語剧本、演出、主題歌日語版歌詞）2005年
- 飞跃巅峰&飞跃巅峰2合体剧场版!!（企划）2006年

### OVA
- 機動戰士GUNDAM 0080：口袋裡的戰爭（剧本）1989年
- （剧本 岡田斗司夫名義）
- 飛越巔峰（剧本 岡田斗司夫名義）1988年
- 御宅族的錄影帶（剧本 岡田斗司夫名義）1991年
- 飛越巔峰2（企划）2006年
- "Libera me" from hell GURREN LAGANN PARALLEL WORKS 第7集（演出）2008年

### 其他
- DATA NO.6（乐团FENCE OF DEFENSE的PV，导演）1989年

## 其他作品

### 自主制作
- 奥特曼（出演）1980年
- 奥特曼DX（导演、出演）1981年
- 〔标题不明〕（导演）1981年
- DAICON FILM版 归来的奥特曼（协助撮影）1983年
- 八岐之大蛇的逆襲（出演）1985年

### 电影
- 爱与时尚（出演、小道具協力）1997年
- 甜心战士（真人版）（出演、企划協力）2004年

### 其他
- 机动战士高达0080：口袋里的战争 梦见克莉斯（クリスが見る夢）（小说化执笔）1988年
- Gainax CD-ROM画集系列（制作）1994年～
- 青之焰（第七話 饰演咖啡店店长）　2014年